# 廣洋社
株式会社廣洋社（こうようしゃ）は、東京都文京区にある広告代理店。
エンタテインメントビジネス支援、ダイレクトマーケティング支援、医療美容機関支援の３つの事業を柱としたコンサルティングからプロモーションまでの幅広いサービスを提供している広告代理店。

## 概要
- 企業名　株式会社廣洋社
- 代表者　代表取締役社長　黒田武嗣
- 沿革　1945年9月　創業
- 資本金　10,000,000円
- 所在地　東京都文京区本駒込4-6-11
- 従業員　20名

営業時間8:00～20:00
広洋社 コウヨウシャ koyosha